# Tokyo (singel Varius Manx)
Tokyo − utwór muzyczny polskiego zespołu Varius Manx, wydany w 1994. Drugi singiel z albumu pt. Emu.

## Notowania
| Lista                              | Pozycja |
| ---------------------------------- | ------- |
| Lista przebojów Programu Trzeciego | 4       |